# Priscilla, Queen of the Desert (musikal)
Priscilla, Queen of the Desert är en musikal skriven av australienske filmregissören Stephan Elliott och Allan Scott, som använder sedan tidigare kända låtar (jukeboxmusikal). Det är en bearbetning för scenen av Elliotts film från 1994: Priscilla - öknens drottning, och musikalen berättar historien om två dragqueens och en transsexuell kvinna, som tar på sig ett showjobb i Alice Springs, en semesterort mitt ute i den australiska öknen. Från det att de lämnar Sydney och ger sig av västerut i sin lavendelblå buss de döpt till Priscilla, hamnar de tre vännerna i en serie av komiska situationer, och problemen och misstagen löper efter varandra. Möten med underliga personer och tacklande av den utbredda homofobin; allt detta medan de tänker på sina gränser då de lämnar bekvämlighetszonen som storstaden givit dem, mot nya horisonter.

## Sångnummer
| Akt 1 - Ouvertyr - Det regnar män (It's Raining Men) - Ett liv utanpå (What's love got to do with it) - En liten bön för dig (I Say a Little Prayer) - Du får inte gå (Don't Leave Me This Way) - Materialist (Material Girl) - Holiday - I väst (Go West) - Like a virgin - En liten bön för dig (repris) - Jag älskar natten (I love the nightlife) - Din regnbåge (True colors) - Follie! Delirio vano è questo! (ur La Traviata) - Färga min värld (Color my world) - Du ska få se (I Will Survive) | Akt 2 - Lantisarna (Thank God I'm a country boy) - En snygg romans (A fine romance) - Lantisarna (repris) - Shake your groove thing - Pop Muzik - En snygg romans (repris) - En tjej vill bara ha kul (Girls Just Want to Have Fun) - The good, the bad and the ugly - Hot stuff - MacArthur Park - Boogie Wonderland - En morgondag (The morning after) - Casinoshow (En morgondag, Du ska få se, Färga min värld, Shake your groove thing, Det regnar män) - Alltid här hos dig (Always on my mind) - Du tröstar mig (Like a prayer) - En familj som andra (We belong) - Finally |

## Svensk premiär
Den första svenska uppsättningen av musikalen hade premiär 21 september 2013 på Göta Lejon i Stockholm.  
| - Björn Kjellman - Bernadette - Patrik Martinsson - Tick/Mitzi - Erik Høiby - Adam/Felicia - Mikael Tornving - Bob - Pernilla Wahlgren - Diva - Lisa Stadell - Diva - Anna Werner - Diva - Annika Herlitz - Marion - Jenny Asterius Persson - Shirley - Caroline Sehm - Cynthia - Joel Almroth - Miss Understanding - Niklas Löjdmark - Frank - David Sigfridsson - Gloria Hole - Daniel Mauricio Johansson - Jimmy - Nils Boyer/Oliver Lohk/Grim Lohman - Benji | Ensemble - Daniel Gill - Henrik Jessen - Magnus Borén - Nils Sundberg - Johan Klarbrandt - Andrew Gordon Watkins - Tommy Englund - Henric Flodin - Johanna Halvardsson - Tezzla Flormo |

## Övrigt
Premiärframförande av musikalnummer skedde i Sommarkrysset (TV4) den 31 augusti 2013. 